# Lee Winfield
Leroy Winfield, detto Lee (St. Louis, 4 febbraio 1947 – St. Louis, 4 febbraio 2011), è stato un cestista e allenatore di pallacanestro statunitense, professionista nella NBA.

## Carriera
Venne selezionato dai Seattle SuperSonics al terzo giro del Draft NBA 1969 (32ª scelta assoluta).